# Kaoshan (sockenhuvudort i Kina, Heilongjiang Sheng, lat 47,22, long 127,14)
Kaoshan (kinesiska: 靠山, 靠山乡) är en sockenhuvudort i Kina. Den ligger i provinsen Heilongjiang, i den nordöstra delen av landet, omkring 170 kilometer norr om provinshuvudstaden Harbin. Antalet invånare är 23 740. Befolkningen består av 11 620 kvinnor och 12 120 män. Barn under 15 år utgör 12,0 %, vuxna 15-64 år 80 %, och äldre över 65 år 7,0 %.
Runt Kaoshan är det tätbefolkat, med 297 invånare per kvadratkilometer. Närmaste större samhälle är Suileng, 4,2 km nordväst om Kaoshan. Trakten runt Kaoshan består till största delen av jordbruksmark.
Genomsnittlig årsnederbörd är 937 millimeter. Den regnigaste månaden är juli, med i genomsnitt 264 mm nederbörd, och den torraste är januari, med 12 mm nederbörd.